# Yvonne Oehm
Yvonne Oehm  (* 17. Oktober 1977) ist eine ehemalige deutsche Fußballspielerin.

## Karriere
Oehm gehörte von 1993 bis 1996 dem TSV Siegen in der Gruppe Nord der seinerzeit zweigleisigen Bundesliga an. Am 19. September 1993 (3. Spieltag) – noch keine 16 Jahre alt – bestritt sie 30 Minuten lang ihr erstes Bundesligaspiel, zugleich ihr erstes Punktspiel im Seniorinnenbereich, beim 6:1-Sieg im Auswärtsspiel gegen die SSG 09 Bergisch Gladbach. In der Saison 1994/95 kam sie einzig am 5. August 1995 im Düsseldorfer Rheinstadion in der Begegnung mit dem FSV Frankfurt um den DFB-Supercup (Meister vs. Pokalsieger) 90 Minuten lang zum Einsatz; am Ende war sie mit ihrer Mannschaft dem FSV Frankfurt mit 0:4 unterlegen.

## Erfolge
- Deutscher Meister 1995 (ohne Einsatz)
- DFB-Pokal-Finalist 1995 (ohne Einsatz)
- DFB-Supercup-Finalist 1995